# Архиепархия Сан-Хуана-де-Куйо
Архиепархия Сан-Хуана-де-Куйо (лат. Archidioecesis Sancti Ioannis de Cuyo) — архиепархия Римско-Католической церкви с центром в городе Сан-Хуан, Аргентина. В митрополию Сан-Хуана-де-Куйо входят епархии Ла-Риохи, Сан-Луиса. Кафедральным собором архиепархии Сан-Хуана-де-Куйо является церковь святого Иоанна Крестителя.

## История
В 1826 году Святой Престол учредил апостольский викариат Сан-Хуана-де-Куйо, выделив его из епархии Кордовы (сегодня — архиепархия Кордовы).
19 сентября 1834 года Папа Римский Григорий XVI издал буллу «Ineffabili Dei Providentia», которой возвёл апостольский викариат Сан-Хуана-де-Куйо в ранг епархии.
20 апреля 1934 года Папа Римский Пий XI издал буллу «Nobilis Argentinae nationis», которой передал часть территории епархии Сан-Хуана-де-Куйо для образования епархий Мендосы (сегодня — архиепархия Мендосы) и Сан-Луиса и одновременно преобразовал епархию Сан-Хуана-де-Куйо в архиепархию-митрополию.

## Ординарии архиепархии
- епископ Justo Santa María de Oro y Albarracín, O.P.[1] (22.12.1828 — 19.10.1836);
- епископ José Manuel Eufrasio de Quiroga Sarmiento (19.05.1837 — 25.01.1852);
- епископ Nicolás Aldazor, O.F.M. (23.12.1858 — 22.08.1866);
- епископ Venceslao Javier José Achával y Medina, O.F.M. (20.12.1867 — 25.02.1898);
- епископ Marcellino (del Carmelo) Benavente, O.P. (7.01.1899 — 28.09.1910);
- архиепископ José Américo Orzali (30.12.1911 — 18.04.1939);
- архиепископ Audino Rodríguez y Olmos (3.11.1939 — 3.08.1965);
- архиепископ Ildefonso María Sansierra Robla, O.F.M.Cap. (28.04.1966 — 12.05.1980);
- архиепископ Ítalo Severino Di Stéfano (8.11.1980 — 29.03.2000);
- архиепископ Альфонсо Дельгадо Эверс (29.03.2000 — 17.06.2017, в отставке);
- архиепископ Хорхе Эдуардо Лосано (17.06.2017 — по настоящее время).